# Vietato
Vietato fue un grupo de rock oriundo de Bogotá, Colombia, formado en 2000 y vinculado a la corriente indie.

## Historia
El proyecto Vietato, llamado inicialmente Vietato Fumare (prohibido fumar en italiano), nació a finales de 2000 por iniciativa de John Barragán y Diego Amorocho. Su propuesta consistió en presentar un sonido definido como "down/up rock". Al consolidar su estilo musical, su punto de partida fue la grabación del demo Dadamacropolaroid (tesis de grado de Amorocho), planteando letras nostálgicas y melancólicas.
En 2003, ya con la presencia de Santiago Mejía y Camilo Lucena y el nombre cambiado a Vietato, grabaron el EP Más palabras. Al año siguiente, con esta producción se dieron a conocer en Bogotá, en un concierto de lanzamiento en el Teatro Jorge Eliécer Gaitán. Este trabajo fue muy bien recibido por la crítica, llegando a catalogarse entre los mejores discos colombianos de 2004 en Semana y la edición andina de Rolling Stone.
Con esta experiencia, el grupo se dedicó a la preparación de su segundo trabajo discográfico. Luego de atravesar dificultades como el robo de sus grabaciones y la interrupción de su concierto en Rock al Parque 2007 por disturbios, presentaron el sencillo "La piel" y el álbum Violeta en 2008. El disco también recibió elogios de la crítica por la calidad de sus letras, notablemente influidas por Luis Alberto Spinetta; igualmente, el trabajo vocal fue valorado por la revista Semana como la propuesta de un nuevo giro en el rock colombiano.

## Integrantes
- Diego Amorocho (voz, guitarra)
- John Barragán (batería)
- Camilo Lucena (guitarra)
- Santiago Mejía (bajo)
- Alejo Vergara (teclados)

## Discografía

### Producciones de estudio
- Más palabras (EP)  Independiente (2004)
- La piel (single). SCP (2007)
- Violeta. SCP (2008)

### Videos
- Más palabras (2005)
- Violeta (2009)
- Las tardes de sol (2010)
- Nuevas caras para dar (documental, 2013)